# Phil Oberlander
Philip „Phil” Oberlander (ur. 17 września 1939 w Londynie) – kanadyjski zapaśnik walczący w stylu wolnym. Olimpijczyk z Tokio 1964, gdzie zajął szóste miejsce w wadze półśredniej.
Zajął piąte miejsce na mistrzostwach świata w 1962. Srebrny medalista igrzysk Imperium Brytyjskiego i Wspólnoty Brytyjskiej w 1962. Wygrał Olimpiadę Machabejską w 1961 roku.
Jego ojciec Fred Oberlander również był zapaśnikiem, olimpijczykiem z Londynu 1948.

## Letnie Igrzyska Olimpijskie 1964
| Konkurencja      | Rundy eliminacyjne    | Rundy eliminacyjne | Rundy eliminacyjne      | Rundy eliminacyjne     | Klas. końcowa |
| Konkurencja      | Przeciwnik I          | Przeciwnik II      | Przeciwnik III          | Przeciwnik IV          | Miejsce       |
| ---------------- | --------------------- | ------------------ | ----------------------- | ---------------------- | ------------- |
| 78 kg styl wolny | Harald Barlie (NOR) Z | Job Mayo (PHI) Z   | Guram Sagaradze (URS) P | Yasuo Watanabe (JPN) P | 6.            |